# Timšor
Il Timšor (in russo Тимшор?) è un fiume della Russia europea orientale, affluente di destra del fiume Južnaja Kel'tma (bacino idrografico del Volga). Scorre nel Territorio di Perm', nei rajon Gajnskij e Čerdynskij.
Il fiume ha origine sul versante orientale degli Uvali settentrionali; poi scorre principalmente verso sud-est attraverso una taiga di abete rosso, nel basso corso attraversa una zona paludosa. Il canale è molto tortuoso e cambia spesso direzione. Sfocia nella Južnaja Kel'tma a 15 km dalla foce. Ha una lunghezza di 235 km, il suo bacino è di 2 650 km². Lungo il suo corso non si trova alcun insediamento.
È comune la presenza di castori.